# Heinrich Trapp

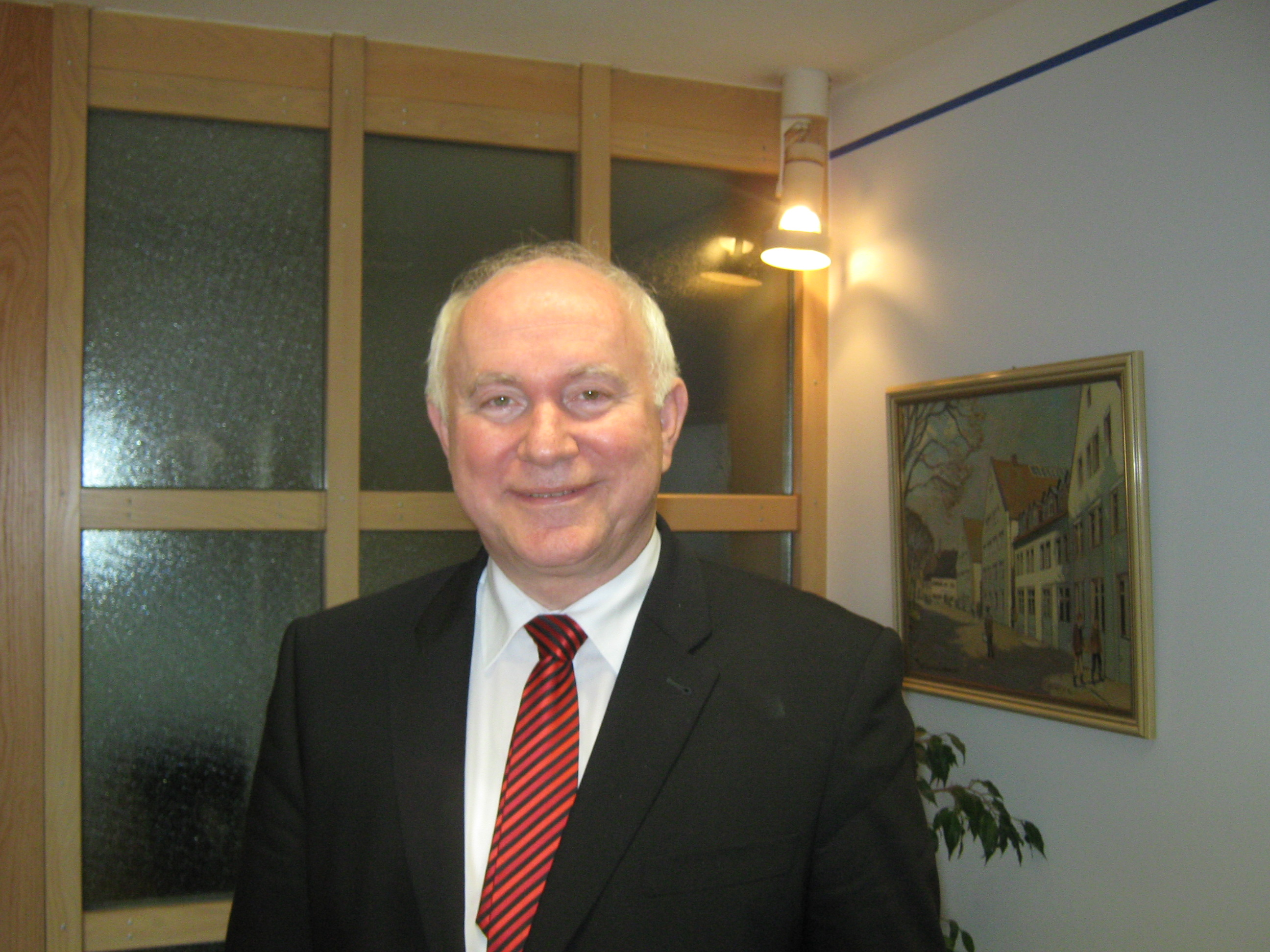
Heinrich Trapp im Vorzimmer seines Büros (März 2014)

Heinrich Trapp (* 17. Mai 1951 in Schermau, Gemeinde Frauenbiburg, heute Ortsteil von Dingolfing) ist ein deutscher Politiker (SPD). Von 1991 bis 2020 war er Landrat des Landkreises Dingolfing-Landau.

## Leben
Trapp besuchte die Volksschule in Frauenbiburg und das Gymnasium Dingolfing und studierte Erziehungswissenschaften an der Universität Regensburg. Ab 1976 war er im Schuldienst als Lehrer an Grund- und Hauptschulen in Reisbach und Dingolfing tätig. 1977 war Trapp mit sechs Auftritten bei der Fernsehsendung Der Große Preis (Thema: Leichtathletik bei den Olympischen Spielen) mehrfacher Champion der Quizsendung. Im Mai 2021 nahm er an der ZDF-Sendung Der Quiz-Champion teil.
Seit 1975 ist Heinrich Trapp mit seiner Frau Marianne Trapp (geborene Raith) verheiratet. Er hat eine Tochter und einen Sohn. Seine Tochter Christine kandidierte bei den Kommunalwahlen 2020 für das Bürgermeisteramt der Stadt Dingolfing.

## Politische Ämter
Ab 1978 war Trapp Kreisrat im Landkreis Dingolfing-Landau und Marktgemeinderat in Reisbach, ab 1984 war er SPD-Kreisvorsitzender. Von 1986 bis zu seinem vorzeitigen Ausscheiden am 8. August 1991 infolge der Wahl zum Landrat war er Mitglied des Bayerischen Landtags. Im Landtag war Trapp Mitglied im kulturpolitischen Ausschuss und im Petitionsausschuss sowie jugendpolitischer Sprecher der SPD-Fraktion.
Landrat
Nachdem Trapps Vorgänger Fritz Ettengruber (CSU) am 17. März 1991 im Alter von 51 Jahren überraschend im Amt gestorben war, schlug Trapp den eilig nominierten CSU-Kandidaten Hans Viertlböck in der am 24. Juni folgenden Landratswahl mit 56,6 Prozent der gültigen Stimmen. Viertlböck erhielt 37,1 Prozent, Helmut Pix (ÖDP/Parteifreie Umweltschützer) 4,3 Prozent und Ruth Winklhofer-Zanardo (FDP) 2,0 Prozent. Am 1. Juni 1997 trat Georg Eberl für die CSU gegen den amtierenden Landrat an und unterlag deutlich mit 24,4 Prozent der gültigen Stimmen gegenüber 75,6 Prozent für Trapp. Die nächste Landratswahl wurde auf den Termin der Kommunalwahl am 3. März 2002 vorgezogen. Dabei war Trapp ohne Gegenkandidat und erhielt 95,0 Prozent der gültigen Stimmen. Am 17. März 2008 trat Helmut Steininger gegen Trapp an und erreichte 29,7 Prozent der gültigen Stimmen (70,3 Prozent für Trapp). Am 16. März 2014 wurde Trapp, wieder ohne Gegenkandidat, mit 91,7 Prozent der Stimmen in seine fünfte und letzte Amtsperiode gewählt. Seit Amtsantritt der letzten Amtsperiode am 1. Mai 2014 war Trapp der dienstälteste Landrat in Bayern. Bei der Kommunalwahl am 15. März 2020 konnte er aufgrund der für Landräte geltenden Altersgrenze im bayerischen Wahlrecht nicht mehr kandidieren. Trapp wurde am 1. Mai durch Werner Bumeder (CSU) im Amt des Landrats abgelöst.